# 亀宗
亀宗（かめそう）はかつて存在した衣料品チェーン店である。

## 概要
1853年に現在の茨城県常陸太田市に呉服店として創業。
1964年に初の県外の店舗として現在の福島県いわき市に出店し、やがて本社を水戸市に移転し、衣料品チェーン店「ライフ亀宗」「プチ亀宗」を展開する。全盛期には栃木県や千葉県にもあった。
1996年11月21日に本社をひたちなか市の勝田駅前に移転。
1997年9月にバブル景気による株や土地の投資による損失と売り上げ不振による多額の負債が重なり倒産。負債額はおよそ137億円と県内の企業では3番目に多かった。

## 沿革
- 1853年（嘉永6年) - 前島宗助が本家「亀半」の姉妹店として現在の常陸太田市に亀宗呉服店を創業。
- 1951年（昭和26年） - 合名会社亀宗呉服店を設立。
- 1960年（昭和35年） - 株式会社亀宗と社名変更。
- 1964年（昭和39年） - チェーン化1号店及び県外1号店として現在の福島県いわき市植田に植田店を出店。
- 1966年（昭和41年） - 株式会社亀宗本社を設立。
- 1970年（昭和45年） - 株式会社亀宗開発、株式会社亀宗商事を設立。
- 1972年（昭和47年） - 株式会社プチ亀宗を設立。専門店チェーン化1号店として日立市にプチ亀宗日立店を出店。
- 1974年（昭和49年） - 本社を常陸太田市から水戸市南町に移転。
- 1985年（昭和60年） - ロードサイド店舗1号店として久慈郡大子町にライフ亀宗大子店を出店。
- 1989年（平成元年） - 大型ショッピングセンター出店第1号店として千葉県茂原市の「茂原ショッピングプラザアスモ」2階に出店。
- 1996年（平成8年） - ひたちなか市に本社統合移転。
- 1997年（平成9年） - 9月4日に任意和議申請をし経営破綻。145年の歴史に終止符を打った。

## 店舗

### 亀宗
- 太田店 - (01) 茨城県常陸太田市
- 植田店 - (02) 福島県いわき市
- 小名浜店 - (03) 福島県いわき市
- 勝田店 - (04) 茨城県ひたちなか市
- 多賀店 - (05) 茨城県日立市
- 内郷店 - (06) 福島県いわき市
- 大宮店 - (07) 茨城県常陸大宮市
- 湯本店 - (08) 福島県いわき市
- 那珂湊店 - (09) 茨城県ひたちなか市
- 日立店 - (10) 茨城県日立市
- 大甕店 - (11) 茨城県日立市
- 大子店 -  茨城県久慈郡大子町
- 平店 -  福島県いわき市
- 水戸店 -  茨城県水戸市
- 土浦店 -  茨城県土浦市

### ライフ亀宗
- 大子店 - (12) 茨城県久慈郡大子町
- 大洗店 - (13) 茨城県東茨城郡大洗町
- 鉾田店 - (14) 茨城県鉾田市
- 棚倉店 - (15) 福島県東白川郡棚倉町
- 石川店 - (16) 福島県石川郡石川町
- 常北店 - (17) 茨城県東茨城郡城里町
- 長岡店 - (19) 茨城県東茨城郡茨城町
- 潮来店 - (20) 茨城県潮来市
- 塙店 - (21) 福島県東白川郡塙町
- 麻生店 - (22) 茨城県行方市
- 友部店 - (24) 茨城県笠間市
- 矢吹店 - (26) 福島県西白河郡矢吹町
- 東海店 - (27) 茨城県那珂郡東海村
- 小野店 - (32) 福島県田村郡小野町
- 田尻店 -  茨城県日立市
- 市毛店 -  茨城県ひたちなか市
- 明野店 -  茨城県筑西市
- 長岡店 -  茨城県東茨城郡茨城町

### ショッピングセンター
- 茂原店 - (33) 千葉県茂原市
- 小見川店 - (34) 千葉県香取市
- 八日市場店 - (35) 千葉県匝瑳市
- 船引ＳＣ店 - (36) 福島県田村市
- 下妻店 - (37) 茨城県下妻市
- 茂木ＳＣ店 - (38) 栃木県芳賀郡茂木町
- 白河店 - (39) 福島県白河市

### プチ亀宗
- プチ水戸店 - (53) 茨城県水戸市
- プチ大甕店 - (57) 茨城県日立市
- プチ那珂店 - (58) 茨城県那珂市
- プチ日立店 -  茨城県日立市
- プチ土浦店 -  茨城県土浦市
- プチ勝田店 -  茨城県ひたちなか市
- プチ鹿島店 -  福島県いわき市

### その他
- 青山サチーヌ -  東京都港区北青山
- アクト亀宗 -  茨城県土浦市

### 出店を断念した店舗
- 友部店 -  茨城県笠間市

1979年(昭和54年)を予定に開店へ向けて計画していたが、出店は中止となった。
- 佐和店 -  茨城県ひたちなか市

JR佐和駅前に土地を整備し出店を予定していたが、地元商店の反対で中止となった。
- 鹿嶋店 -  茨城県鹿嶋市

カスミと共に「鹿嶋ショッピングプラザ」として計画していたが、計画は中止となった。
※（）内数字は店番号(未表記は店番号不明)

## 広告活動
主に地元のラジオ局である茨城放送にて「ライフフレンド亀宗」（作詞:ファミリーオブザマン、作曲:菅原進、編曲:中村弘明、歌 : ビリーバンバン）をスポットCMや下記の「亀宗ニューミュージックイン」などで放送されていたり、水戸市の街頭放送でも放送していた。
また、茨城新聞の元旦発行分で一面広告を載せていた。

## 提供番組
- 亀宗ニューミュージックイン（茨城放送）